# Panglemah
Panglemah is een bestuurslaag in het regentschap Pamekasan van de provincie Oost-Java, Indonesië. Panglemah telt 1037 inwoners (volkstelling 2010).